# Gertrude Omog
Gertrude Omog, née le 15 janvier 1932 près d'Édéa, au Cameroun, est une infirmière camerounaise et militante pour l'indépendance du Cameroun. 

## Biographie

### Enfance et éducation
Gertrude Omog est née le 15 janvier 1932 à Mintounga, près d’Edéa. Elle a étudié l'infirmerie à l'École des infirmiers d'Ayos.  

### Carrière
En 1953, elle rejoint l'UPC et réussit à intégrer le Comité directeur du parti en février 1955. Il convient de noter qu'elle a effectué plusieurs missions délicates pour l'UPC et a été la secrétaire particulière de Ruben Um Nyobe dans le maquis de Ngog Mapubi. 
Elle est l'autrice en 1955 d'une pétition auprès de l'organisation des Nations-Unies pour l'indépendance de son pays. 
Avec Emma Ngom, elle est la fondatrice de l'Union démocratique des femmes camerounaises.